# Ожгихин, Алексей Олегович
Алексей Олегович Ожгихин (род. 1 апреля 1998, Челябинск или Вилючинск, Камчатская область) — российский хоккеист. Нападающий.
Начал заниматься хоккеем в школе челябинского «Мечела», с 2013 года — в «Тюменском легионе», в составе которого дебютировал в МХЛ в сезоне 2014/15. Перед сезоном 2015/16 перешёл в систему СКА. Игрок команд «СКА-1946» (2015/16 — 2018/19) в Молодёжной лиге и «СКА-Нева» (с 2017/18) в ВХЛ. Участник Кубка Вызова МХЛ-2017. Вице-чемпион МХЛ (2017/18).
18 сентября 2022 года в домашнем матче против «Северстали» дебютировал в КХЛ. 6 июля был обменян на денежную компенсацию в тольяттинскую «Ладу», вернувшуюся в КХЛ.